# Filatima djakovica
Filatima djakovica is een vlinder uit de familie tastermotten (Gelechiidae). De wetenschappelijke naam is voor het eerst geldig gepubliceerd in 1996 door Anikin & Piskunov.
De soort komt voor in Europa.